# Gary Wilmot
Gary Wilmot (Londra, 8 maggio 1954) è un attore e conduttore televisivo britannico.

## Biografia
Gary Wilmot è nato nel quartiere londinese di Lambeth da madre inglese e padre giamaicano. Ha fatto il suo debutto sulle scene londinesi nel 1989 nel musical Me and My Girl all'Adelphi Theatre, rimanendo nel cast per due anni prima di imbarcarsi nel tour britannico del musical nel 1993. Da allora ha recitato in numerosi altri musical e opere teatrali nel Regno Unito, interpretando Fagin nel tour britannico di Oliver! (1998), Bottom in Sogno di una notte di mezza estate e il Re dei Pirati in The Pirates of Penzance al Regent's Park Open Air Theatre (2001), Billy Flynn in Chicago (2009), Vernon Hines in The Pajama Game nel West End (2014), Ali Kahim nel tour di Oklahoma! (2015) e Daniel Buckroyd nella tournée di End of the Rainbow (2016). Nel 2021 recita nel musical Anything Goes in scena al Barbican Centre e per la sua interpretazione ha ottenuto una nomination al Laurence Olivier Award al miglior attore non protagonista in un musical.

## Filmografia parziale

### Televisione
- Junglies - serie TV animata, narratore e voce maschile (1992-1993)
- Dr. Seuss' The Grinch Musical Live! - film TV (2020)